# Theodor von Haering
Theodor von Haering, född den 22 april 1848 i Stuttgart, död den 11 mars 1928 i Tübingen, var en tysk protestantisk teolog. Han var far till Theodor och Hermann Haering.
von Haering, som 1886 blev professor i Zürich, 1889 i Göttingen och 1895 i Tübingen, var en av huvudrepresentanterna för den konservativare riktningen inom den från Albrecht Ritschl utgående teologiska skolan. Bland hans arbeten kan nämnas Zur Versöhnungslehre (1893), Das christliche Leben (etik, 1902, 2:a upplagan 1907) och Der christliche Glaube (dogmatik, 1906).